# Min vän Harvey
Min vän Harvey (originaltitel: Harvey) är en amerikansk komedi från 1950 i regi av Henry Koster, med James Stewart i huvudrollen. 

## Handling
Elwood P. Dowd (James Stewart) är en medelålders, trevlig och lite konstig man, vars bästa vän är en osynlig, nästan två meter lång kanin vid namn Harvey. Harvey är egentligen en púca, ett smått busigt och magiskt djur från keltisk mytologi. När filmen börjar håller Elwood på att driva sin syster och systerdotter till vansinne, då han envisas med att introducera alla han möter för sin osynliga vän.
Hans syster, Veta Louise Simmons (Josephine Hull), försöker få Elwood inlagd på sanatorium, men efter att ha medgett att hon själv också ser Harvey då och då, låses hon själv in och Elwood släpps lös. Efter att ha rett ut misstaget försöker Dr Chumley (Cecil Kellaway) leta upp Elwood, vilket han till slut lyckas med. 
Efter diverse missöden anländer alla till sist till sjukhuset, och doktorn övertygar Elwood om att han måste dricka ett serum så att han slutar se kaninen. Efter de gått in på doktorns kontor för att göra detta börjar Elwoods syster Veta att tala med en taxichaufför som varnar henne att när Elwood väl druckit serumet kommer han bli lika elak som alla andra "normala" människor. Veta, upprörd över detta faktum, stoppar läkaren innan han kan ge Elwood serumet.

## Om filmen
Filmen bygger på en pjäs med samma namn, och har gjorts om i minst tre olika tv-produktioner genom åren.
Josephine Hull fick en Oscar för bästa kvinnliga biroll och James Stewart blev nominerad för bästa manliga huvudroll.

## Rollista i urval
- James Stewart - Elwood P. Dowd
- Josephine Hull - Veta Louise Simmons
- Peggy Dow - Miss Kelly, sjuksköterska
- Charles Drake - Dr. Lyman Sanderson
- Cecil Kellaway - Dr. William Chumley
- Victoria Horne - Myrtle Mae Simmons
- Jesse White - Marvin Wilson, sjuksköterska
- William H. Lynn - Domare Omar Gaffney
- Wallace Ford - taxichaufför
- Nana Bryant - Mrs. Hazel Chumley
- Grayce Mills - Tant Ethel Chauvenet
- Clem Bevans - Herman Shimelplatzer
- Dick Wessel - Mr. Cracker, bartender
- Harvey - sig själv